# Ramiro I. Asturský
Ramiro I. (790 – 1. únor 850) byl král Asturie od roku 842 do své smrti. Králem se stal po vítězství v bojích o nástupnictví po bezdětném králi Alfonsovi II. Během své neklidné vlády musel čelit jak útokům Maurů, tak i Vikingům. Za jeho života se šířil v architektuře prerománský styl vzniklý syntézou vizigótských a mozarabských tradic. Byl současníkem Abd ar-Rahmána II., córdobského emíra.

## Vláda

### Zisk trůnu

Royal flag of Ramiro I

Smrt krále Alfonsa II. Asturského přinesla do Asturie nástupnickkou krizi. Podle kroniky Alfonsa III., Ramirova vnuka, bezdětný Alfonso II. si za nástupce vybral Ramira, svého vzdáleného příbuzného a syna krále Bermuda I. V době Alfonsovy smrti byl Ramiro mimo Asturii, pravděpodobně v Kastilii, nebo v Bardulii, kde se účastnil svého manželského obřadu, jak píše kronika Alfonsa III.
Nepotian, palatin a zeť bývalého krále se rozhodl chopit moci za podpory asturských a gaskoňských šlechticů věrných Alfonsovi II. Ramiro hledal podporu v Galicii, kde zformoval armádu, s kterou pak postupoval na Oviedo. Nepotian očekával Ramirův příchod u Cornellana u řeky Narcea. Tam ho Ramiro porazil v bitvě u Cornellanského mostu. Nepotian uprchl, ale byl pronásledován a zajat hrabaty Scipionem a Sonnou. Po zajetí byl Nepotian oslepen a internován v klášteře.

### Odražení Vikingů
Za časů Ramirovy vlády Vikingové křižovali pobřežní vody Evropy. V roce 844 se jedna flotila vylodila u Coruñy a Vikingové začali plenit venkov. Ramiro postavil silnou armádu, se kterou proti nim vytáhl a odrazil je. Některé z nich zajal a spálil velkou část jejich flotily. Tím odradil Vikingy od dalšího plenění Asturie v budoucnu.

### Legenda o bitvě u Clavija

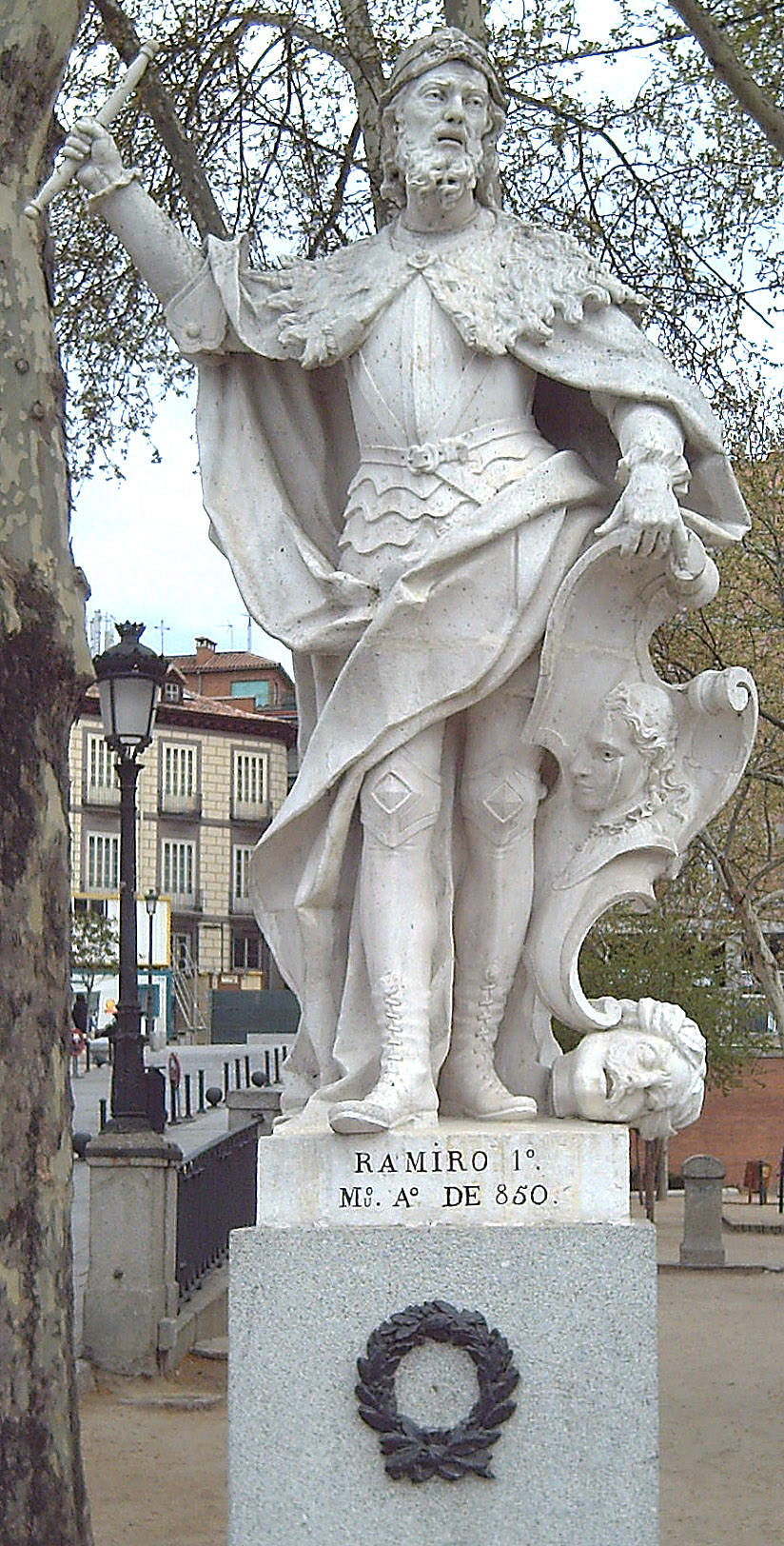
Socha z 18. století v madridském královském paláci, která znázorňuje umělcovu představu Ramira I.

Podle legendy Ramiro v roce 834 porazil Maury v bitvě u Clavija. Datum bylo později změněno na rok 844, aby se zbavili rozporů v příběhu (Ramiro v roce 834 ještě nevládl). Zdroje o bitvě byly vzaty z falešné listiny ze Santiaga de Compostela v 12. století. Ani arabské, ani asturské soudobé kroniky se nezmiňují o takové bitvě. Jako první se o ní zmiňuje kronika Rodriga Jiméneze de Rada, arcibiskupa z Toleda ze 13. století.
Informace o bitvě se zdají být mýtem založeným na historické druhé bitvě u Albelda roku 859, ve které Ramirův syn a nástupce Ordoño I. spolu s Garcíou Íñiguezem Pamplonským rozdrtil jednotky Musa ibn Musa al-Kasawiho. Podle legendy se během bitvy objevil svatý Jakub na bílém koni s bílou standartou a pomohl asturským jednotkám porazit Maury. To vedlo k založení kultu svatého Jakuba na Iberském poloostrově (více Svatojakubská cesta).
Jako poděkování za apoštolovu pomoc Ramiro údajně inicioval Voto de Santiago, daň na potřeby církve, která byla ve skutečnosti doložena až ve 12. století a kterou zrušil pouze Cádizský kortes roku 1812.

### Pokus o znovuosídlení Leónu
Ramirova nejdůležitější konfrontace s muslimskými královstvími Iberského poloostrova byla neúspěšná. Emír Abd ar-Rahman II. současně čelil vikingským nájezdům a rebelii vedené Musa ibn Musou z rodu Banu Kasi. Ramiro využil dočasného klidu k znovuosídlení města León. Tento pokus byl však jen krátkodobý. Abd ar-Rahman II. odrazil Vikingy i rebely a roku 846 poslal armádu pod vedením svého syna Muhammada I., která přiměla Ramira znovu evakuovat město, následně vypálené muslimy. León nebyl znovu obsazen až do roku 856 za vlády Ordoña I.

### Vnitrostátní konflikt
Zatímco za Ramirovy vlády se Asturie zdržela zahraničních konfrontancí, pozdější část jeho vlády se vyznačovala vnitrostátními konflikty. Jak bylo zmíněno dříve, jeho nástup na trůn nebyl bez problémů a pokračoval soupeřením s nespokojenou šlechtou a rebely. Albeldenská kronika se částečně zmiňuje o dvou rebelech. Poté, co porazil rebelujícího prócera (Grand nebo vysocepostavený šlechtic) Piniola, ho Ramiro odsoudil k smrti spolu s jeho sedmi syny. Vůdce druhé rebelie hrabě palatin Aldroito byl „pouze“ oslepen.
Ramiro postupval s krutostí proti tzv. latrones (zlodějům), jejichž počet nezměrně vzrostl během nepokojů za jeho vlády, a proti tzv. magos, což byly pravděpodobně poslední zbytky pohanů žijící ještě v izolovaných osadách. Albeldská kronika Ramira velebí jako Uirga iustitiae, tedy „Tyč spravedlnosti“.

## Manželství, potomci a následnictví

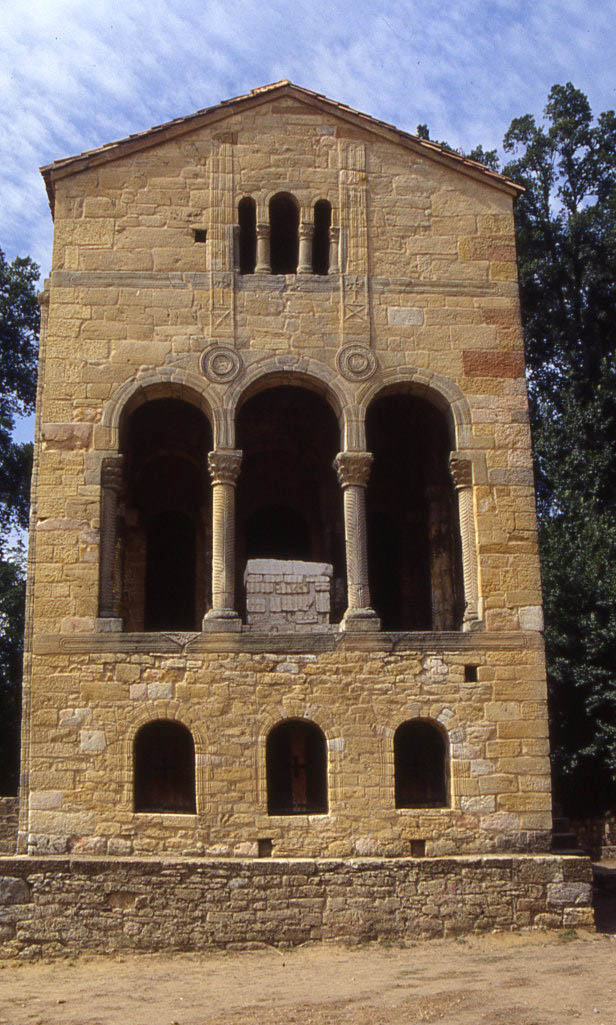
Santa María del Naranco v Oviedu byl původně Ramirův palác, později kostel

O Ramirově prvním manželství je známo pouze to, že se muselo uskutečnit dostatečně brzy na to, aby jeho syn byl v době jeho nástupu na trůn již zletilý. Ramirův syn Ordoño nastoupil po smrti svého otce jako král Asturie.
Ramiro se podruhé oženil s Paternou kolem roku 842, tedy v období smrti jeho předchůdce Alfonsa II. Kronika jeho vnuka nastiňuje, že v době Alfonsovy smrti byl Ramiro na území Kastilie z důvodu svatby. To naznačuje, že jeho manželka odsud pocházela. Předpokládá se, že totou ženou byla Paterna, která v pozdějších pramenech vystupovala jako jeho vdova.
Nejsou žádné silné důkazy o tom, že by Ramiro měl jiné dítě kromě Ordoña. Tradičně se sice uvádí, že hrabě Rodrigo Kastilský (zemřel 873) byl synem Ramira a Paterny, ale medievista Justo Pérez de Urbel zastává názor, že byl kastilským hrabětem jmenován sice na základě příbuzenství s asturskou královskou rodinou (konkrétně s Paternou), ale to nezbytně nezaručovalo, že byl synem královského páru.
Kromě toho se uvádí, že Ramiro mohl být otcem Gatóna, hraběte z Astorgy a El Bierza. Tuto domněnku podporuje kronika Al-Bayan al-Mughrib od Ibn Idhariho ze 14. století. V ní se uvádí, že Gatón byl bratrem krále Ordoña I. Asturského.

## Smrt
Ramiro zmeřel 1. února 850 ve svém paláci Santa María del Naranco, nacházejícím se na hoře Naranco poblíž Ovieda. Byl pohřben v pantheonu asturských králů v katedrále svatého Salvadora v Oviedu po boku své druhé ženy Paterny. Jeho ostatky byly umístěny v kamenném hrobě, který se nedochoval, hned vedle podobného hrobu jeho předchůdce Alfonsa II. Hrob byl označen následovně:
„OBIIT DIVAE MEMORIAE RANIMIRUS REX DIE KAL. FEBRUARII. ERA DCCCLXXXVIII. OBTESTOR VOS OMNES QUI HAEC LECTURI ESTIS. UT PRO REQUIE ILLIUS ORARE NON DESINETIS“.

## Ramierovský styl v architektuře
Umění a architektura z období jeho vlády odpovídá prerománskému umění a architektuře v rámci asturského umění. Jeho dvůr byl místem velkého věhlasu, o čemž dosvědčují palác a kostel Santa María del Naranco a San Miguel de Lillo. Na jižním svahu hory Naranco poblíž Ovieda Ramiro nařídil stavbu palace Santa María del Naranco a kostela známého jako San Miguel de Lillo nebo Liño. Kostel se zřítil ve 13. století a dodnes se dochovala pouze jeho třetina. Okolní budovy se nedochovaly vůbec. Dalším příkladem ramirovské architektury je kostel Santa Cristina de Lena poblíž obce Lena asi 30 km od Ovieda. Palác i oba kostely byly přidány na seznam světového dědictví UNESCO.
Ramirovská architektura zavedla valenou klenbu zhotovenou z tufy (relativně lehkého vápence). To bylo novinkou nejen ve srovnání s dřívější architekturou v této oblasti, ale i v rámci soudobé Evropy, včetně muslimského Španělska, kde se využívaly dřevěné střechy.